# 醫學中心/禧年站
醫學中心/禧年站（英語：Health Sciences/Jubilee station）是一個位於加拿大亞伯達省首府愛德蒙頓，屬市營愛德蒙頓輕軌首都線和都會線的一個輕軌車站，亦為都會線的終點站。

## 站體
車站座落於市內亞伯達大學北校區（主校區）用地境內，約在114街和83大街交界處。站體結構為124公尺的島式月台，並寬9公尺；可容納其5個車廂的車輛停靠。
車站共有三個出口，分別為北側和南側兩處平面出口，和一個於2013年建成的共構通道連接至醫藥科學中心和愛德蒙頓護理健康學院。
此站亦為都會線的終點站，於第三條股道可連接至一旁的小型調度車站。

## 歷史

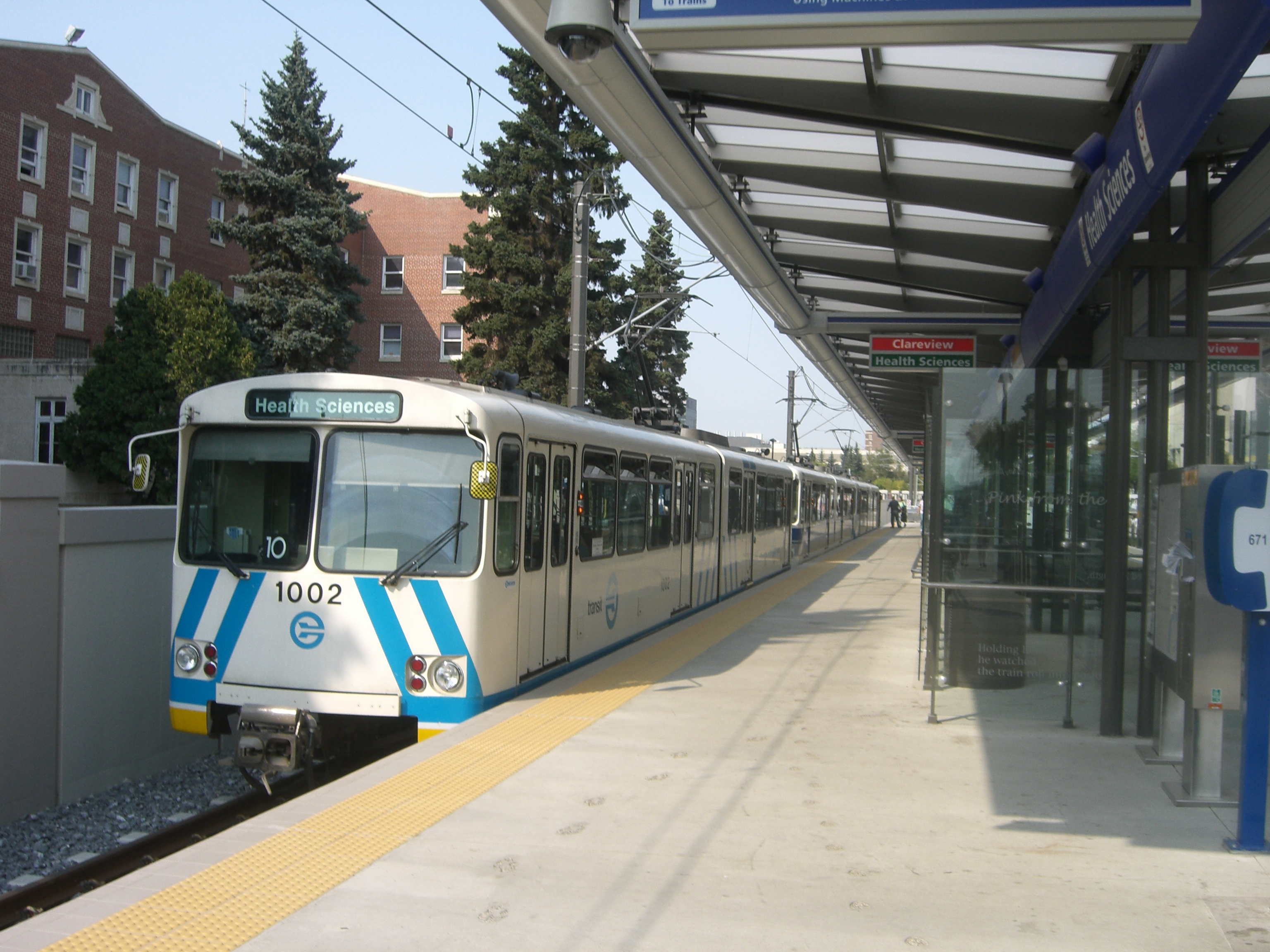
2006年剛開通時的醫學中心/禧年站

此站最早於2006年1月3日開通，並且是第二個在北薩斯喀徹溫河以南開通的愛德蒙頓輕軌車站。這是繼1981年克萊爾維尤站開通以來建造的第二個地上車站，也是首都線南擴建工程的第一個車站。截至2010年，該南擴建工程增加了5個新車站和7.8公里的軌道。

## 安全事件
- 2022年4月，一名年迈妇女遭到袭击并被推入轨道上。[6]

## 鄰近設施
- 華特·C·麥肯齊醫藥科學中心
  - 斯托勒里兒童醫院
  - 亞伯達大學附設醫院
- 亞伯達大學
- 北亞伯達禧年劇院
- 克拉斯癌症機構

## 資料來源
1. ↑   (PDF), 2021-02-05  [2023-05-15], （原始内容存档 (PDF)于2023-03-28）
2. ↑  City of Edmonton.  (PDF). City of Edmonton: 700. July 2011  [May 30, 2012]. （原始内容 (PDF)存档于May 9, 2015）.
3. ↑   (PDF). City of Edmonton. July 20, 2010  [January 29, 2012]. （原始内容 (PDF)存档于2012-11-20）.
4. ↑  Haines, Lucy. . Metro Edmonton. January 5, 2012  [January 29, 2012].[永久]
5. ↑  . 630ched.com. January 4, 2012  [January 29, 2012]. （原始内容存档于2012-07-17）.
6. ↑  {{Cite web |title=轻轨站的暴力袭击：男子将年迈妇女推入轨道 |url=https://edmonton.citynews.ca/2022/04/26/elderly-woman-pushed-lrt-tracks/ （页面存档备份，存于） |access-date=2022年4月28日 |language=en-US}

## 外部連結
维基共享资源上的相關多媒體資源：醫學中心/禧年站